# Ulica Jana Nepomucena Stęślickiego w Katowicach

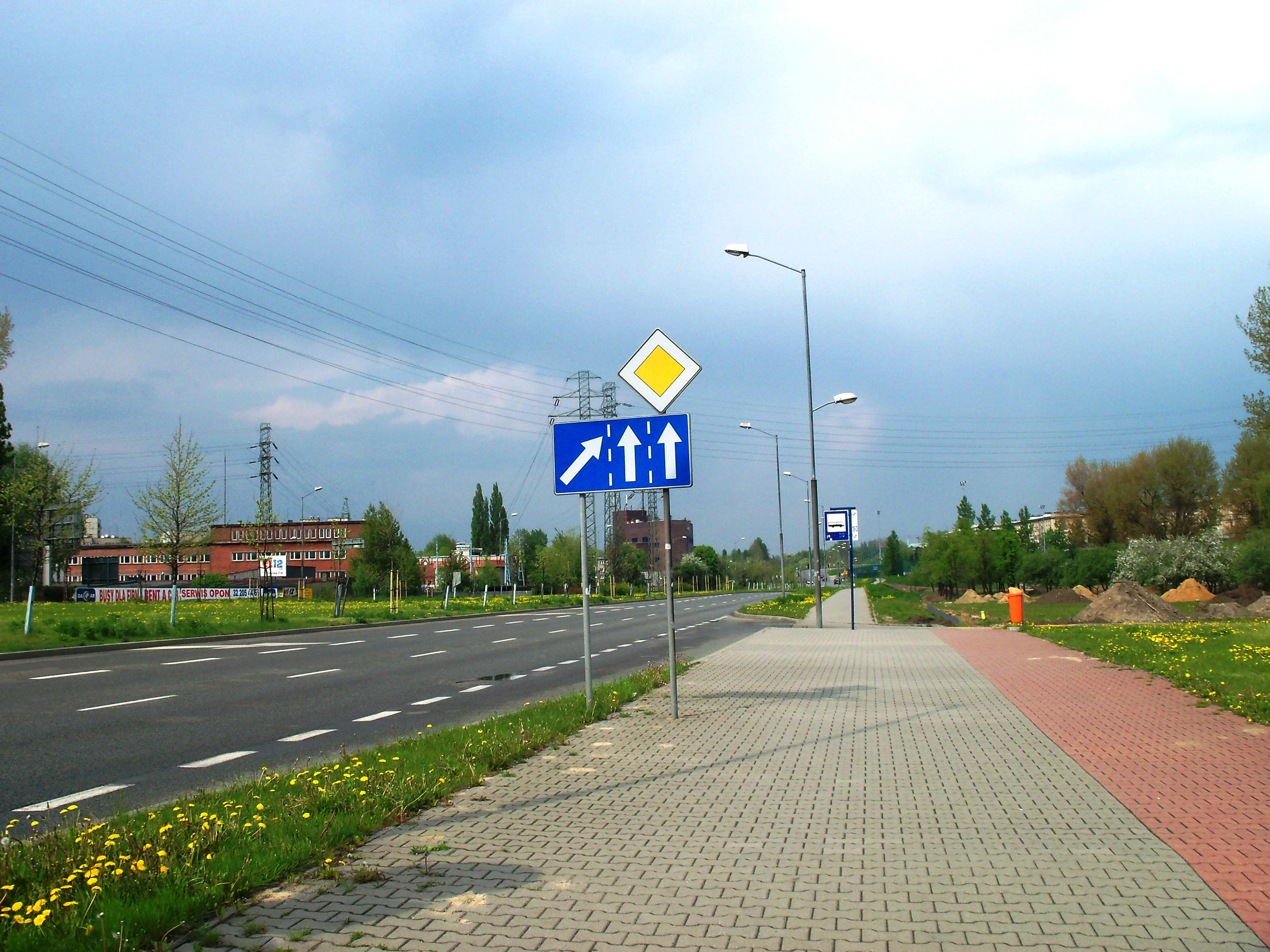
Widok ulicy w kierunku północnym

Ulica Jana Nepomucena Stęślickiego w Katowicach (niem. Waterloostraße) – ulica w katowickiej dzielnicy Koszutka. Jest także granicą między dzielnicami Dąb i Koszutka. Rozpoczyna swój bieg od skrzyżowania z ulicą Misjonarzy Oblatów MN, krzyżuje się z ulicą Widok. Kończy swój bieg przy skrzyżowaniu z ulicą Chorzowską (DK 79, część Drogowej Trasy Średnicowej) obok parku Alojzego Budnioka.

## Charakterystyka
W latach 1939–1945 ulica nosiła niemiecką nazwę Waterloostraße od działającej w pobliżu gwareckiej kopalni „Waterloo”, działającej do 1897 roku (od 1905 roku eksploatowana razem z kopalnią „Eminencja”).
Ulica uzyskała imię Jana Nepomucena Stęślickiego uchwałą Rady Miasta Katowice nr XXV/506/08 z dnia 25 kwietnia 2008 roku, choć nazwa ta funkcjonowała już kilkadziesiąt lat wcześniej.
Ulica Jana Nepomucena Stęślickiego posiada klasę G 2/2 i posiada dwie jezdnie po dwa pasy ruchu. Węzeł z ulicą Chorzowską nosi nazwę „Nowe Centrum”; jest to typ „karo” (skrzyżowanie ma status jednego z miejsc centralnych w mieście). Wzdłuż drogi usytuowano ciągi pieszo-rowerowe.
Obok ulicy Jana N. Stęślickiego znajduje się boisko klubu sportowego Rapid. Tą ulicą kursują linie autobusowe PKM Katowice.
Ulicą dnia 3 sierpnia 2010 roku prowadziła trasa trzeciego etapu kolarskiego wyścigu Tour de Pologne 2010.